# Sixten von Friesen

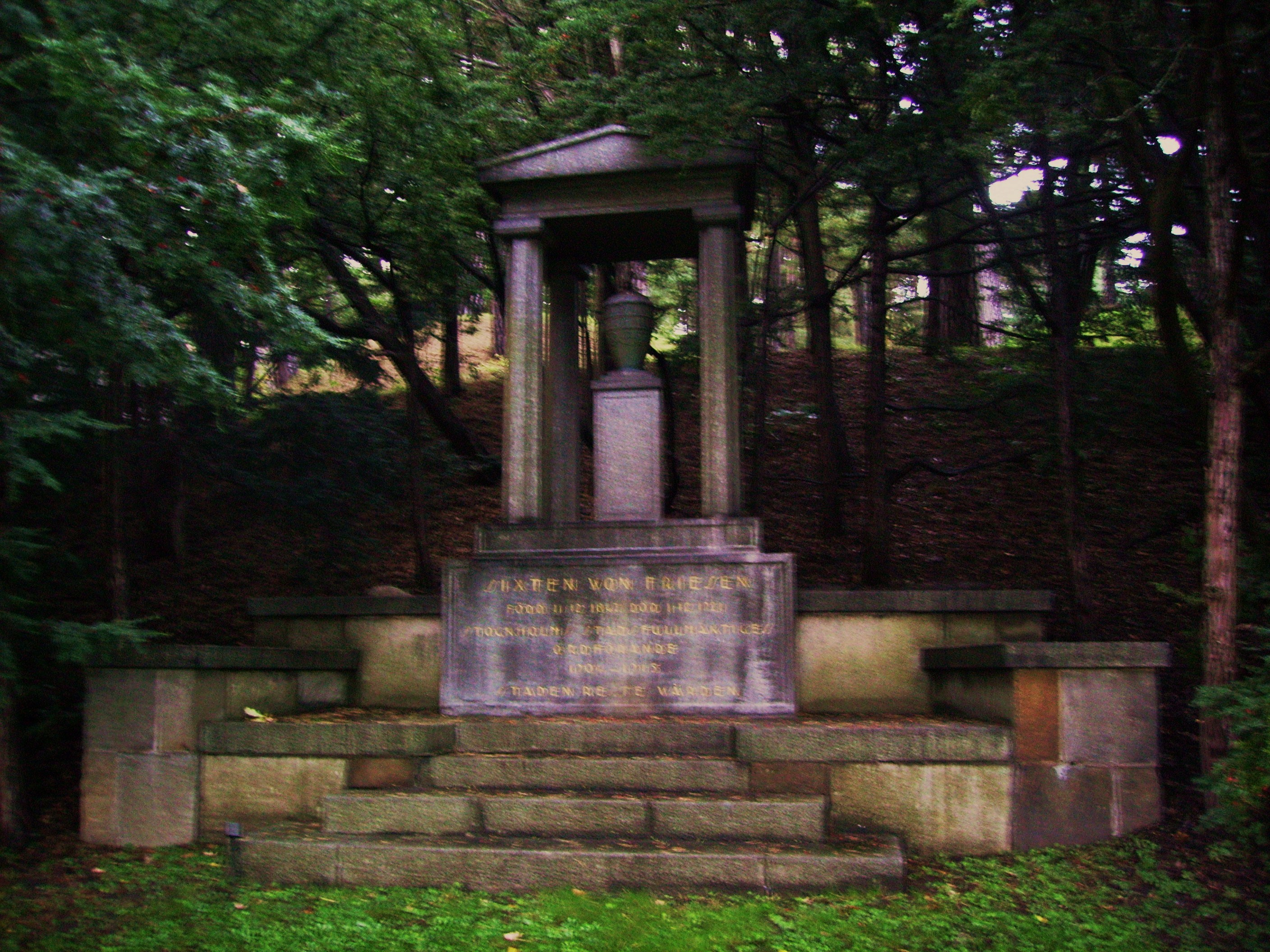
Sixten von Friesens gravvård på Norra begravningsplatsen i Stockholm.

Sixten Gabriel von Friesen, född 11 december 1847 i Hökhuvud, Stockholms län, död 1 december 1921 i Stockholm, var en svensk politiker (liberal) och rektor. 
Sixten von Friesen var riksdagsledamot för Stockholms stads valkrets i andra kammaren 1885–1887 och 1891–1905 samt i första kammaren 1905–1915. Åren 1891–1892 tillhörde han den så kallade "Stockholmsbänken" och 1893–1894 andrakammarcentern. Riksdagarna 1895–1896 var han partilös vilde, varefter han bildade den liberala så kallade Friesenska diskussionsklubben som bestod under åren 1897–1899. Därefter blev han 1900 ordförande för det nybildade Liberala samlingspartiet och kvarstod som dess ordförande till 1905, då han övergick till första kammaren. Under åren 1905–1911 betecknade han sig som vänstervilde i riksdagen, men från 1912 och framåt tillhörde han åter Liberala samlingspartiet.
Sixten von Friesen var en av de ledande i framväxten av en organiserad liberal partibildning i riksdagen, även om han inte har betecknats som någon stor idépolitiker eller folklig agitator. Han var starkt engagerad i rösträttsfrågan och utredde bland annat det proportionella valsystemet. Han var första kammarens vice talman 1913–1915 och var även ordförande i riksbanksfullmäktige 1909–1917. Han var också ledamot i Stockholms stadsfullmäktige 1887–1915, varav 1904–1915 som fullmäktiges ordförande. 
Han var också rektor 1880–1891 för Stockholms realläroverk, sedan 1971 kallat Norra Real. Sixten von Friesen var bror till Carl von Friesen och farfars bror till Bertil von Friesen.
Han var aktiv i Svenska stadsförbundet från starten och under en period dess ordförande.